# Monocle (magazine britannique)
Ne doit pas être confondu avec Monocle (magazine américain).

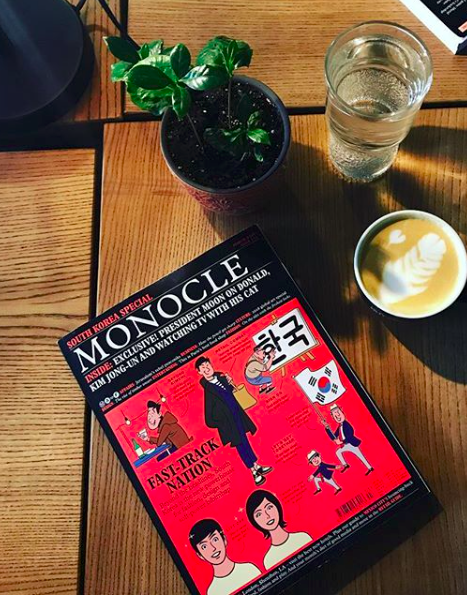
Magazine Monocle

Monocle est un magazine britannique fondé par Tyler Brûlé, entrepreneur canadien, chroniqueur au Financial Times et fondateur du magazine Wallpaper,. Le magazine publie des articles sur les questions et le mode de vie.
C'est aussi une marque possédant une station de radio émettant 24 heures sur 24 et un site Web. 
Le magazine est fondé le 15 février 2007 à Londres, ville où est établi son siège. En septembre 2014, Brûlé vend une participation minoritaire du magazine à la maison d'édition japonaise Nikkei Inc. L'accord a évalué Monocle à environ 115 millions de dollars, bien que la taille de l'investissement de Nikkei ne soit pas révélée. En décembre 2014, Monocle lance une nouvelle publication annuelle, The Forecast. The Escapist, un magazine annuel de voyage, est introduit en juillet 2015 et se concentre sur le reportage en profondeur de dix villes du monde entier.

## Distinctions
Monocle est l'un des dix meilleurs titres de l'année 2011 d'après « A List » d'Advertising Age USA (AdAge) et Brûlé a été nommé rédacteur en chef de l'année. 
En 2015, Monocle remporte un prix D&AD Wood Pencil pour sa publication The Forecast. 